# Окума
Окума (јап. 大熊町, Ōkuma-machi) је град који се налази у близини округа Футаба, Фукушима, Јапан.
Према подацима из 2010. године, на површини од 78,70 км², град има око 11.446 становника, а густина становништва износи 145,44 ст./km².
Град Окума је широј јавности постао познат након несреће у нуклеарној централи Фукушима I.